# Live at the Royal Albert Hall (Dubliners)
| Recensione   | Giudizio        |
| ------------ | --------------- |
| AllMusic     | [ 2 ]           |
| Sputnikmusic | 4.0 (Excellent) |

Live at the Royal Albert Hall è un album discografico live del gruppo folk tradizionale irlandese dei The Dubliners, pubblicato dall'etichetta discografica Major Minor Records nel 1969.

## Tracce
Tutti i brani sono tradizionali, eccetto dove indicato.
Lato A
1. Black Velvet Band – 4:08
2. McAlphine's Fusiliers – 3:10 (Dominic Behan)
3. Peggy Gordon – 3:56
4. Weila Waila – 3:32
5. Monto – 3:18
6. Cork Hornpipe (Instrumental) – 2:04
7. The Leavin' of Liverpool – 6:13

Durata totale: 26:21
Lato B
1. Whiskey on a Sunday – 3:36 (Glyn Hughes)
2. I Wish I Were Back in Liverpool – 5:32 (Leon Rosselson, Stan Kelly)
3. Donkey Reel (Instrumental) – 2:22
4. Navvy Boots – 2:28
5. Whiskey in the Jar – 3:13
6. Maids, When You're Young, Never Wed an Old Man – 4:27
7. Seven Drunken Nights – 3:51

Durata totale: 25:29

## Musicisti
- Ronnie Drew - voce, chitarra
- Luke Kelly - voce, banjo a 5 corde
- Barney McKenna - banjo tenore, mandolino
- Ciarán Bourke - tin whistle, armonica, chitarra, voce
- John Sheahan - fiddle, tin whistle, mandolino[4]